# Paruline à lunettes
Myioborus melanocephalus
Espèce
Statut de conservation UICN

 LC  : Préoccupation mineure
La Paruline à lunettes (Myioborus melanocephalus) est une espèce de passereaux appartenant à la famille des Parulidae.

## Distribution et habitat
La Paruline à lunettes habite les forêts montagneuses de la Cordillère des Andes, du sud de la Colombie jusqu'à la Bolivie.  Elle fréquente les zones entre 2 000 m et 3 300 m d'altitude.

Carte de répartition de l'espèce